# William Collazo
Williams Collazo Gutiérrez (ur. 31 sierpnia 1986 w Hawanie) – kubański lekkoatleta, specjalizujący się w biegu na 400 metrów, trzykrotny olimpijczyk (Pekin 2008, Londyn 2012, Rio de Janeiro 2016).

## Osiągnięcia
| Rok  | Zawody                                               | Miejsce             | Konkurencja        | Wynik    | Pozycja |     |
| ---- | ---------------------------------------------------- | ------------------- | ------------------ | -------- | ------- | --- |
| 2005 | Mistrzostwa Ameryki Środkowej i Karaibów             | Nassau              | Bieg na 400 m      | 46,58    | 8.      |     |
| 2006 | Młodzieżowe Mistrzostwa Ameryki Środkowej i Karaibów | Santo Domingo       | Bieg na 400 m      | 45,72    | brąz    |     |
| 2006 | Igrzyska Ameryki Środkowej i Karaibów                | Cartagena de Indias | Bieg na 400 m      | 46,95    | 7.      |     |
| 2007 | Igrzyska Panamerykańskie                             | Rio de Janeiro      | Bieg na 400 m      | 45,45    | 4.      |     |
| 2007 | Igrzyska Panamerykańskie                             | Rio de Janeiro      | Sztafeta 4 × 400 m | Półfinał | DSQ     | DSQ |
| 2007 | Mistrzostwa Świata                                   | Osaka               | Bieg na 400 m      | Półfinał | 19.     |     |
| 2008 | Mistrzostwa Ameryki Środkowej i Karaibów             | Cali                | Bieg na 400 m      | 46,04    | 4.      |     |
| 2008 | Letnie Igrzyska Olimpijskie                          | Pekin               | Bieg na 400 m      | Półfinał | 13.     |     |
| 2008 | Letnie Igrzyska Olimpijskie                          | Pekin               | Sztafeta 4 × 400 m | Półfinał | 9.      |     |
| 2009 | Mistrzostwa Ameryki Środkowej i Karaibów             | Hawana              | Bieg na 400 m      | 44,96    | złoto   |     |
| 2009 | Mistrzostwa Świata                                   | Berlin              | Bieg na 400 m      | Półfinał | 7.      |     |
| 2010 | Halowe Mistrzostwa Świata                            | Doha                | Bieg na 400 m      | 46,31    | srebro  |     |
| 2010 | Mistrzostwa Ibero-Amerykańskie                       | San Fernando        | Bieg na 400 m      | 45,33    | srebro  |     |
| 2010 | Mistrzostwa Ibero-Amerykańskie                       | San Fernando        | Sztafeta 4 × 400 m | 3:04,86  | złoto   |     |
| 2011 | Mistrzostwa Świata                                   | Daegu               | Bieg na 400 m      | Półfinał | 21.     |     |
| 2011 | Igrzyska Panamerykańskie                             | Guadalajara         | Bieg na 400 m      | 45,33    | 4.      |     |
| 2011 | Igrzyska Panamerykańskie                             | Guadalajara         | Sztafeta 4 × 400 m | 2:59,43  | złoto   |     |
| 2012 | Mistrzostwa Ibero-Amerykańskie                       | Barquisimeto        | Bieg na 400 m      | 45,80    | srebro  |     |
| 2012 | Mistrzostwa Ibero-Amerykańskie                       | Barquisimeto        | Sztafeta 4 × 400 m | 3:00,43  | złoto   |     |
| 2012 | Letnie Igrzyska Olimpijskie                          | Londyn              | Sztafeta 4 × 400 m | DNF      | DNF     |     |
| 2014 | IAAF World Relays                                    | Nassau              | Sztafeta 4 × 400 m | 3:00,61  | 5.      |     |
| 2014 | Igrzyska Ameryki Środkowej i Karaibów                | Veracruz            | Sztafeta 4 × 400 m | 3:00,70  | złoto   |     |
| 2015 | IAAF World Relays                                    | Nassau              | Sztafeta 4 × 400 m | Finał B  | 10.     |     |
| 2015 | Igrzyska Panamerykańskie                             | Toronto             | Sztafeta 4 × 400 m | 2:59,84  | srebro  |     |
| 2015 | Mistrzostwa Świata                                   | Pekin               | Sztafeta 4 × 400 m | 3:03,05  | 7.      |     |
| 2016 | Mistrzostwa Ibero-Amerykańskie                       | Rio de Janeiro      | Bieg na 400 m      | 45,92    | 7.      |     |
| 2016 | Mistrzostwa Ibero-Amerykańskie                       | Rio de Janeiro      | Sztafeta 4 × 400 m | DSQ      | DSQ     |     |
| 2016 | Letnie Igrzyska Olimpijskie                          | Rio de Janeiro      | Sztafeta 4 × 400 m | 2:59,53  | 6.      |     |
| 2017 | IAAF World Relays                                    | Nassau              | Sztafeta 4 × 400 m | 3:03,84  | 5.      |     |
| 2017 | Mistrzostwa Świata                                   | Londyn              | Sztafeta 4 × 400 m | 3:01,10  | 6.      |     |

## Rekordy życiowe
- Bieg na 200 metrów – 21,04 – Hawana 23/05/2010
- Bieg na 400 metrów – 44,93 – Berlin 19/08/2009
- Bieg na 500 metrów – 1:00,02 – Hawana 05/02/2013
- Bieg na 400 metrów (hala) – 46,31 – Doha 13/03/2010
- Bieg na 300 metrów (hala) – 32,74 – Liévin 05/03/2010 rekord Kuby